# Slim Bryant

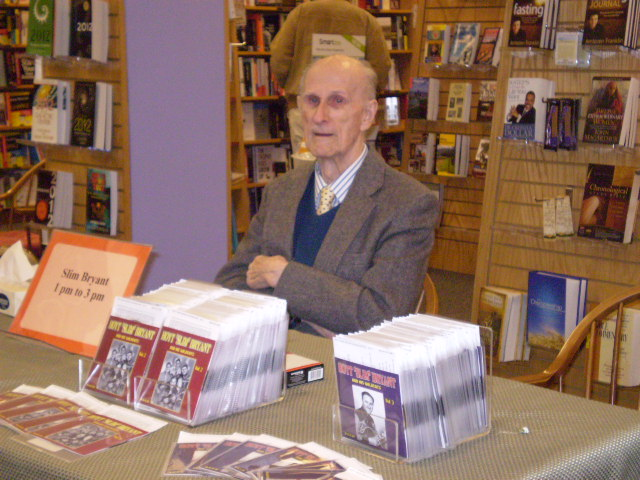
Bryant 2009 bei der Vorstellung seiner neuen CD

Thomas Hoyt „Slim“ Bryant (* 7. Dezember 1908 in Atlanta, Georgia; † 28. Mai 2010 in Dormont, Pennsylvania) war ein US-amerikanischer Country-Musiker, der jahrelang als Gitarrist für Clayton McMichen arbeitete. Bryant war der letzte Musiker, der mit Jimmie Rodgers und den Skillet Lickers spielte.

## Leben

### Kindheit und Jugend
Slim Bryant wurde 1908 in Atlanta als jüngster von sechs Söhnen geboren. Sein Vater war Elektriker, der Fiddle und Mandoline spielte, während seine Mutter Lieder schrieb, Gitarre und Klavier spielte. Laut einem Interview mit Rich Kienzle, das in der Post Gazette erschien, wurde sie 104 Jahre alt. Bryant wuchs mit der traditionellen Musik von Fiddlin’ John Carson oder Gid Tanners Skillet Lickers auf, wurde aber auch durch den lokalen Jazz-Musiker Perry Bechtel beeinflusst, der Banjo und Gitarre spielte. Erst nach Beenden der High School begann Bryant, Gitarre zu spielen.

### Mit Clayton McMichen
1929 war Bryant erstmals auf einer Schallplatte zu hören. Mit Elmer McMichen, Clayton McMichens Onkel, machte er am 15. März 1929 für Okeh Records seine ersten Aufnahmen und lernte durch Elmer Clayton McMichen kennen, der ihn auf eine Tournee mit den Skillet Lickers einlud. „The deal was we'd all go down the Birmingham and divide up what ever money we made. So I took off work on Wednesday and Thursday and we played at this big festival. All the Skillet Lickers were there, Uncle Dave Macon and the McGees. I had to go back to Atlanta to play a baseball game, so I left. I never got paid a dime for the show.“
Im Mai 1931 gab Bryant seinen normalen Beruf auf, um als Gitarrist in McMichens Band, den Georgia Wildcats, zu spielen. Für McMichen war Bryant der perfekte Begleitmusiker, da er in der alten Old-Time Music bewandert war und gleichzeitig Jazz spielen konnte. Für die nächsten sechs Jahre tourte er mit McMichen durch die USA, war im Radio zu hören und spielte auf seinen Platten.
Im Sommer 1932 begleitete Bryant zusammen mit McMichen den Star Jimmie Rodgers auf einer Session, bei der Rodgers auch Bryants Komposition Mother, Queen of My Heart einspielte. Insgesamt verfasste Bryant in seiner Karriere mehr als 200 Stücke.

### Karriere in Pittsburgh
1937 trennten sich die Wege von McMichen und Bryant, der mit Jerry Wallace nun nach Pittsburgh, Pennsylvania, zog und über KDKA zu hören war. Bryant nutze für seine eigene Band ebenfalls den Namen Georgia Wildcats und begann, in Pittsburgh als Musiker Fuß zu fassen. Er trat nun täglich bei KDKA auf und seine Band, nun nur noch als Wildcats bekannt schloss auch Al Azzaro (Akkordeon) und Bryants Bruder Loppy ein.
Mitte der 1940er-Jahre bekamen Bryant und die Wildcats einen Plattenvertrag bei Majestic Records und hatten 1946 mit Eeny Meeny Dixie Deeny einen kleinen Hit. Zeke Manners nahm eine Version für RCA Victor auf und machte aus dem Song einen weitaus größeren Hit. Neben Bryants kommerziellen Aufnahmen für Majestic spielte er in New York City für die Thesaurus Library insgesamt 287 Titel ein, die an Radiostationen verschickt wurden. Als am 1. Januar 1949 in Pittsburgh erstmals der Fernsehsender WDTV auf Sendung ging, war Bryant der erste, der über das Pittsburgher Programm zu sehen war; er trat in einer Varieté-Show aus Oakland auf. In den 1950er-Jahren hatte Bryant weiterhin viele Engagements. Obwohl ein Plattenvertrag mit MGM Records scheiterte, traten er und seine Band hin und wieder im von ABC national gesendeten Jubilee USA auf.
Anfang der 1960er-Jahre lösten die Wildcats sich auf, da Jerry Wallace nach Las Vegas zog und Bruder Loppy 1968 an Lungenkrebs starb. Bryant eröffnete daraufhin ein Geschäft in Dormont, einem Stadtteil von Pittsburgh, und gab in seinem eigenen Studio Gitarrenunterricht. 1980 schloss er sein Geschäft und sieben Jahre später starb seine Frau Mary Jane.
Slim Bryant trat bis zu seinem Tod öffentlich auf, lebte in Dormont und gab Gitarrenunterricht. Er besaß eine Gitarre, eine Gibson L-5, mit der er seit 70 Jahren spielte, nutzte sie aufgrund von Arthritis aber nicht mehr oft. Das British Archive of Country Music gab insgesamt drei CDs mit Bryants gesammelten Werken heraus. Er wurde 1985 in die Atlanta Country Music Hall of Fame aufgenommen.
Slim Bryant starb 2010 im Alter von 101 Jahren im St. Clair Hospital in Dormont.

## Diskografie

### Singles
| Jahr             | Titel                                                       | #     | Anmerkungen |
| ---------------- | ----------------------------------------------------------- | ----- | ----------- |
| Majestic Records |                                                             |       |             |
| 1946             | Eeny Meeny Dixie Deeny / Echo Polka                         | 11003 |             |
|                  | Ain’t We Crazy? / How Many Chances Do You Want              | 11005 |             |
|                  | I Love You True Blue / Bessie James                         | 11010 |             |
|                  | Echo of the Indian Princess / Swingin’ in an Old Rope Swing | 11013 |             |
|                  | Answer to Rainbow at Midnight / Too Fat Polka               | 6022  |             |
|                  | Penny Ante / Please, Mr. Bartender                          | 6024  |             |
|                  | My Saddle, My Bronco and You / I Hate to See You Go         | 6025  |             |
|                  | Thunder Storm / Rose of Shenandoah Valley                   | 6026  |             |

### Alben
- 2009: Hoyt “Slim” Bryant and his Wildcats (BACM)
- 2009: Hoyt “Slim” Bryant and his Wildcats, Volume 2 (BACM)
- 2009: Hoyt “Slim” Bryant and his Wildcats, Volume 3 (BACM)